# 月乃しずく
月乃 しずく（つきの しずく、1997年3月15日 - ）は、日本の元AV女優。

## 略歴・人物
2020年2月、アトラクティブに所属し、マドンナの専属女優としてAVデビュー。なお、専属出演は1本のみ。
2021年7月15日、自身のTwitterにて同年7月いっぱいで引退する事を発表。事務所退所以降もSOD女子社員酒場などへは、芸名を継続使用し出勤する。

## 出演作品

### アダルトDVD
2020年
- 旦那さんはドM、元カレはドS。 SorM 50/50 本当の私はどっちなんだろう…。 二面性SEXの天才 月乃しずく28歳 Debut!（2月7日、マドンナ）
- 洪水警報発令。 潮吹きクジラの新人デビュー。（2月25日、ダスッ!）※「しずく」名義
- マジックミラー号 旬菜 リア充カップルナンパ! イケメンセクシー男優に囲まれ秒で彼氏を裏切る素人彼女 イキったデカチン舐めまくり騎乗位グラインドまくり エモSEX&おねだりアクメ顔射（4月9日、サディスティックヴィレッジ）他出演:有村えりか、宇佐木あいか、広瀬みお
- 高飛車な女上司が服従する時（5月7日、アタッカーズ）
- コラボ企画 一般男女モニタリングAV×マジックミラー便 心優しい現役看護師さん お昼休み中に癒しの手コキとフェラで男性たちの溜まったち○ぽを連続でヌいてくれませんか? 2 勢いよく飛び出る濃厚ザーメンに濡れてしまったナースおま○こは生挿入を受け挿れて搾精腰振り騎乗位で中出しセックス!!（5月7日、ディープス）※「えり」名義　他出演:ちはる、なな、あすか
- SOD女子社員 ファン大感謝祭 新入社員バスツアー! 抜きすぎ注意!? 射精回数合計100発で皆さま大満足SP! フレッシュで可愛い12名全員のSEXを収録した4時間ず〜っとシコシコOK号（6月11日、SODクリエイト）※「落合夕希」名義　共演:村田優子、武田風花、渡辺未菜、古式澤香、児島瑠衣、大矢美紗紀、伊勢あけ美、高橋沙希菜、古川夏妃、豊本亜紀、田中理来
- くるくる乱交即ナンパ! 凄腕コンビナンパ師K&Nのターゲットはピチピチ女子大生! それぞれ1発ハメた後に人生初めての乱交SEX PARTY!（7月10日、S級素人）共演:椎名のあ　他出演:心実るな、白石かんな
- AV男優の凄テク性技に耐えれたら賞金30万円! 可愛いウブな女子○生たちが必死にイキ耐える凄テク我慢ゲームに挑戦! イッたらデカチン爆圧種付けプレス連続生中出しSEX!（7月24日、DOC）他出演:真白真緒、環ニコ、今井まい
- エチエチ女子○生がビッチを紹介する 神ループナンパ 【中出しJ○×数珠繋ぎ】 エロコス生パコ編（8月28日、DOC）※「あや」名義　他出演:さおり、みお、あきな
- なりきりシロウトコスプレ File01 えちえちな衣装の素人と濃厚ハメ撮り（9月11日、S級素人）他出演:椎名のあ、心実るな、白石かんな
- 一般男女モニタリングAV 【OLさんの性欲調査企画】 終電を逃したほろ酔いOLが初対面のサラリーマンといきなり相席ラブホで濃密セックス!! in池袋 2 お酒とラブホの雰囲気で少しずつ近づく心と身体の距離! ひそかに高まる性欲を隠しきれなくなった男女はゴムを外して生ハメ中出し連続射精!（9月19日、ディープス）※「えなこ」名義　他出演:みき、しほ、かほ
- 『ヤレるノート』 そのノートにヤリたい女子の名前と生年月日を書きさえすればヤリたい女と絶対にヤレるという夢のノートが存在した! しかし一つ難点なのは、「いつ」「どこで」「どういう状況」でヤレるのかはヤレるまで全くわからない!!ただ確実に言えるのは、そのノートに記入した女子とは絶対に必ずヤレるという事!!（10月7日、Hunter）他出演:七美せな、桐山結羽、本庄ありさ、真宮あや
- 「せっかくだからヌイてあげる、手でシュシュッてするだけだし…」 可愛い子が多いと噂の手コキ専門のデリバリーをホテルに呼んだら何と来たのは義妹。 お互いびっくりしたけど、「手でちょっとヤルだけだから…」と義妹の方はあまり気にしていない様子。ノーブラTシャツで手コキしてもらっていたら乳首のポッチが気になって仕方ない。「服の上からなら触ってもOKだよウチのお店は」と言うけど義妹のおっぱいなのでさすがに触らずにいたら…義妹の方からボクの手を取って触らせてきたのだ!あまりの興奮でいつもの倍以上の精液がかなりの短時間で出てしまった。「まだ時間あるからもう一回する?」と聞いてきたけど断ったボク。この日の興奮が忘れられないボクは、今度は自分の部屋に隣の部屋の義妹を呼び出し…（10月19日、Hunter）他出演:望月あやか、山本蓮加、夢乃美咲、小鳥遊ももえ

### VR
2020年
- 妻と愛人が鉢合わせ… 大ピンチ修羅場VR 女同士のエグすぎるけなし合い…マウント合戦… 最低な僕(というよりチ●コ)を奪い合う 愛撫テクニック・感度・セックスの相性でメラメラ3番勝負!!（6月7日、kawaii*）共演:河南実里
- SOD女子社員 ファン大感謝祭 新入社員バスツアー 10名のウブま○こに連続挿入で大満足SP! フレッシュで可愛い10名全員と4時間ぶっ通し大射精祭り!! 10人全員が新入社員! 貴方一人だけをご招待!（6月18日、SODクリエイト）※「落合夕希」名義　共演:古式澤香、渡辺未菜、村田優子、大矢美紗紀、伊勢あけ美、古川夏妃、児島瑠衣、高橋沙希菜、田中理来
- セクハラサイコロ いけないことしたらお仕置きは中出し（7月22日、ROOKIE）他出演:香山亜衣、葉月桃、水咲結乃、凛音とうか、近藤れおな、初美りん
- ボクの知らない結婚間近の彼女の裏の顔(本性)! 大好きな彼氏にはドM、セフレにはドSな2面性女子!!彼氏役にもセフレ役にもなって両方味わって見て下さい!（9月8日、Hunter）

### アダルトサイト
「MGS動画」
2020年
- マジ軟派、初撮。 1464 『証明写真のお金払うんで…』とインタビューを受けてくれた就活生をホテルへ連れ込み!頼みごとを断れない性格に付け込んでSEXしたら、ハメ潮漏らしまくりのドスケベ体質の持ち主だった!!（3月26日、ナンパTV）※「しずく」名義
- 【大量の潮+大量の中出し】×【クラブで働くエロポテンシャル高めなイケイケギャル】×【綺麗なフェイス&綺麗なお尻&綺麗なパイパンま●こ】※騎乗位でクリを擦り付けながら『ぁあイク!イキます!!ぁあ!!イッてる…イッてるイッてる!!!』(喘ぎ声)は、音声だけでも十分〝ヌケる〟エロさ。：朝までハシゴ酒 64 in丸の内駅周辺（3月27日、プレステージプレミアム）※「しずく」名義
- 【初撮り】【自分の潮が..】【ガチ逝き美女】清楚な見た目のスレンダー美女。ぐっちょぐっちょとエッチな音がホテルに響き.. ネットでAV応募→AV体験撮影 1223（3月30日、シロウトＴＶ）※「しずく」名義
- ラグジュTV 1241 気品溢れる受付嬢がAV出演。服を脱がせれば印象を覆す見事なランジェリー姿に…。敏感なパイパンマ●コから卑猥な淫音を零れだし、自ら腰を大胆に振りビクビクと体を震わて恍惚の表情を浮かべて感じまくる!（4月1日、ラグジュTV）※「月島綾」名義

## 雑誌
- 月刊FANZA 2020年8月号（ジーオーティー） - インタビュー